# Epiplema exornatoria
Epiplema exornatoria är en fjärilsart som beskrevs av Herrich-Schäffer 1847. Epiplema exornatoria ingår i släktet Epiplema och familjen Uraniidae. Inga underarter finns listade i Catalogue of Life.